# 普莱塔斯
普莱塔斯，是西班牙阿拉贡自治区萨拉戈萨省的一个市镇。 总面积2平方公里，总人口61人（2001年），人口密度31人/平方公里。